# توماس كريسب
ربان توماس كريسب (28 أبريل 1876 - 15 أغسطس 1917) تحصل بعد وفاته على وسام صليب فيكتوريا. في الحياة المدنية، صياد تجاري يعمل من لويستوفت في سوفولك، حصل على جائزته بعد أن قُتل أثناء الدفاع عن سفينته، الضربة البحرية المسلحة، في بحر الشمال ضد هجوم من غواصة ألمانية في عام 1917.

## حياته
ولد توماس كريسب في عائلة تصنع سفن والصيادين في لويستوفت، وهو واحد من عشرة أطفال من وليام وماري آن كريسب. على الرغم من أن والده كان مالكًا لشركة بناء قوارب ناجحة وبالتالي كان بإمكانه تحمل تكاليف التعليم لأطفاله، إلا أن توماس لم يستمتع بالمدرسة، وبدلاً من ذلك أظهر «تفضيلًا ملحوظًا لمغامرة رصيف الميناء على الروتين المدرسي». ترك توماس المدرسة، واتجه إلى البحر، وقضى عدة سنوات كصياد سمك الرنجة قبل الانضمام إلى سفينة صيد من لويستوفت. لقد كان طبيعيًا في العمل، كونه بحارًا جيدًا بشكل ملحوظ، لكنه سئم منه بسرعة وانضم إلى باخرة الأطلسي SS Mobile ، وأصبح مدير الإمداد لها وقام بالعديد من الرحلات عبر المحيط الأطلسي.

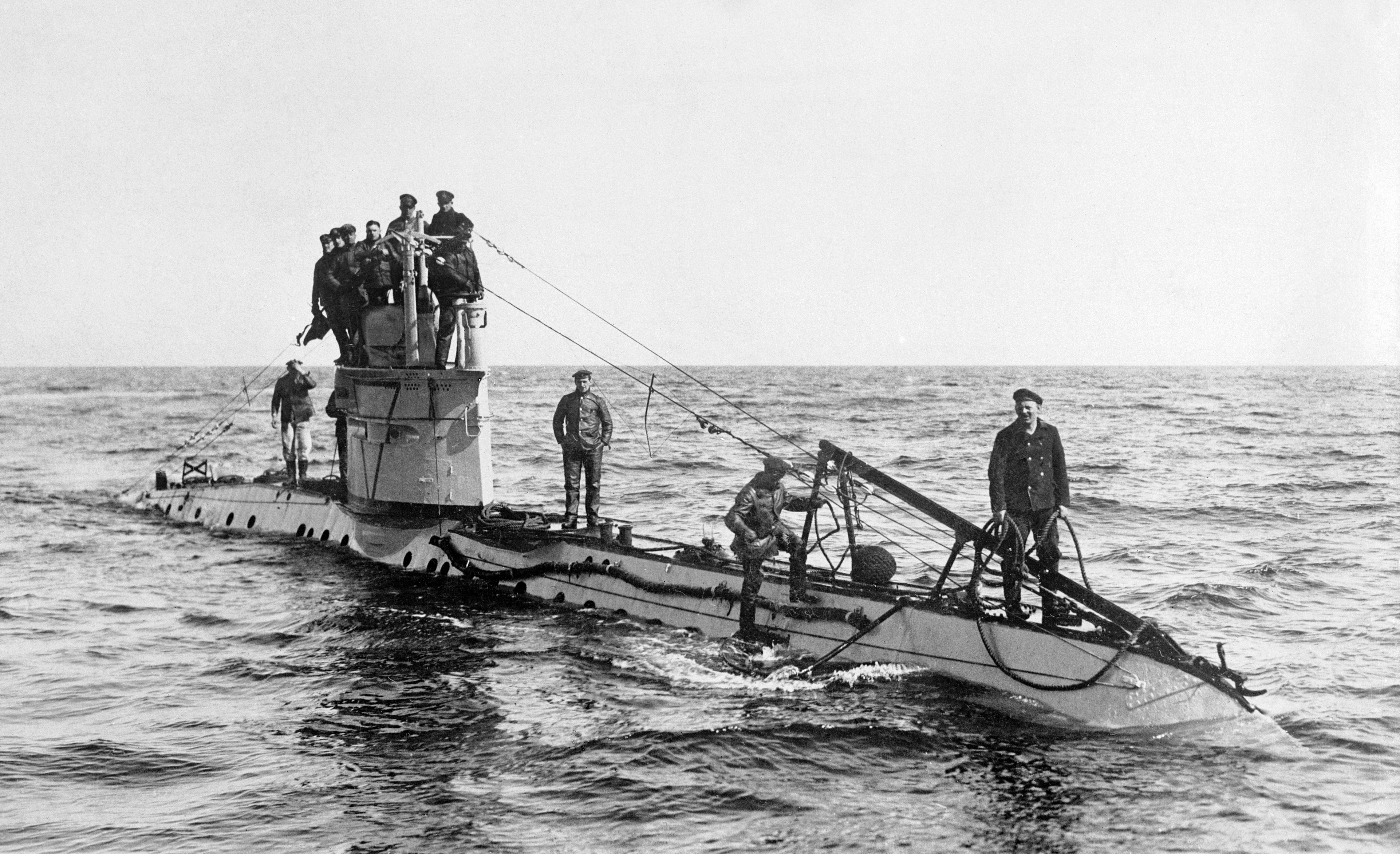
قارب ساحلي من طراز UC يشبه القارب الذي ربما يكون قد أغرق نيلسون

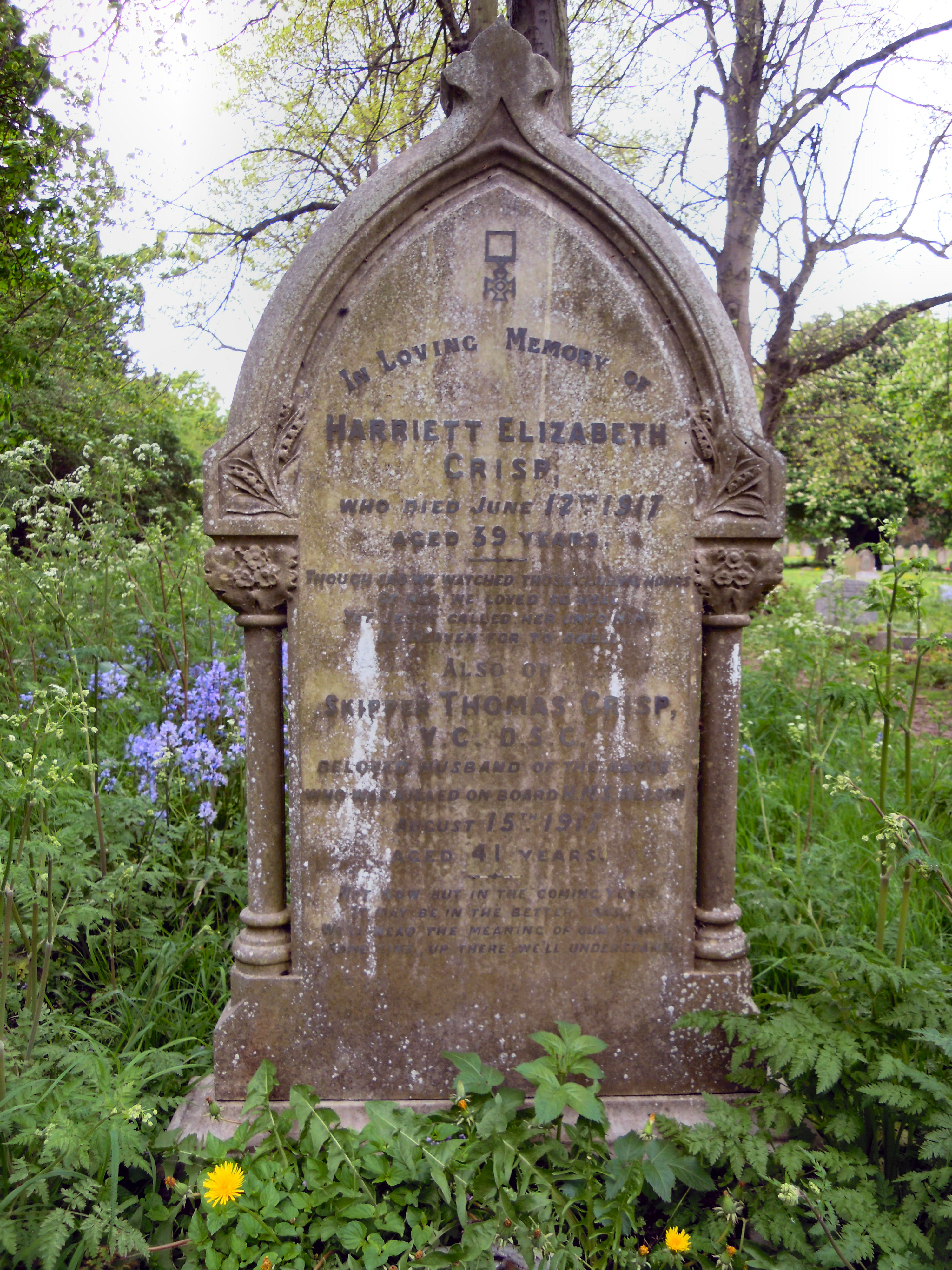
النصب التذكاري لتوماس كريسب في مقبرة لويستوفت

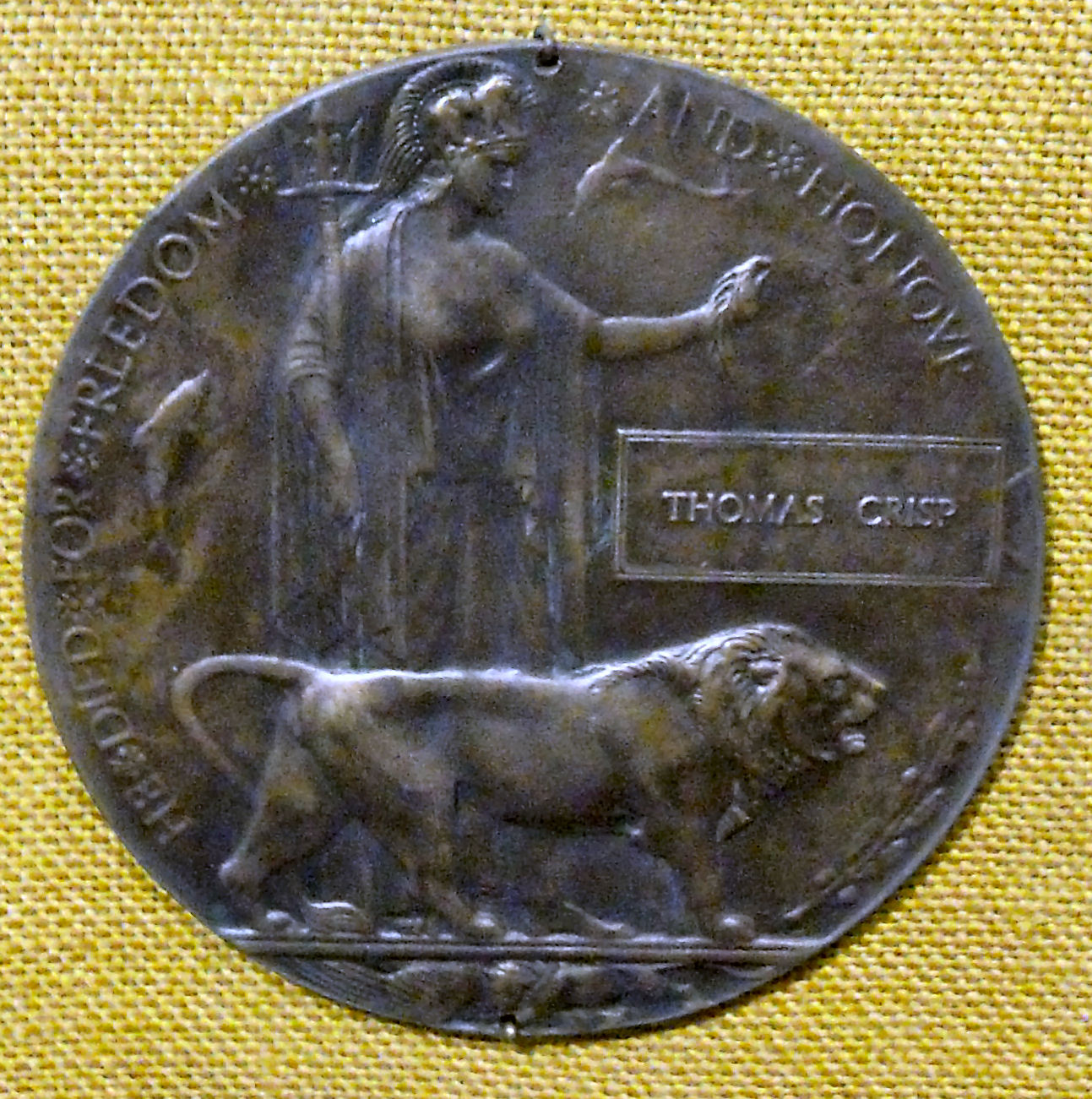
لوحة تذكارية لكريسب معروضة في متحف لويستوفت البحري